# Sirp
«Sirp» («Сирп», в пер.: «Серп»; в 1940—1990 годах как «Sirp ja Vasar» — «Серп и молот») — эстонская еженедельная газета.

## История
Основана в октябре 1940 года как орган Министерств культуры Эстонской ССР и союзов писателей, композиторов и художников Эстонской ССР.
В тематике преобладала эстонская советская литература: стихи, рассказы, очерки и мемуары; проблемные статьи, рецензии на новые произведения, литературные портреты писателей, публиковались обзоры и переводы стихов и прозы других народов СССР и зарубежных стран.
За всю историю издание прерывалось лишь однажды — с началом войны в августе 1941, возобновилось с октября 1944 после освобождения Эстонской ССР.
В 1989—1990 годах газета называлась «Пятница», в 1991—1994 годах «Серп», в 1994—1997 годах «Страница культуры» и с 1997 года год снова «Серп».
Издателем газеты сегодня является «Фонд культурной газеты» (Sihtasutus Kultuurileht) Министерства культуры Эстонии. 
Выпускается каждую пятницу тиражом 4900 экземпляров.

## Главные редакторы
- 1940—1941 — Антон Вааранди
- 1944—1946 — Дебора Вааранди
- 1946—1947 — Оскар Ургарт
- 1947—1948 — Арнольд Тулик
- 1948—1950 — Оскар Ургарт
- 1950—1953 — Лембит Реммельгас
- 1953—1961 — Антс Саар
- 1961—1964 — Олаф Утт
- 1964—1966 — Харальд Суислепп
- 1966—1969 — Калью Уйбо
- 1969—1976 — Эрни Лыбу
- 1976—1978 — Эдуард Тинн
- 1978—1980 — Велло Похла
- 1980—1983 — Лео Лакс
- 1983—1990 — Ильмар Раттус
- 1990—1994 — Тоомас Калль
- 1994—1997 — Тиина Таммер
- 1997—2005 — Михкель Мутт

На протяжении 45 лет — с 1945 по 1990 год, при сменившихся 14 главных редакторах — ответственным секретарём газеты был Борис Трулл.